# 康誥坑
康誥坑，原稱為摃硞坑，是新北市汐止區的一個地名，位於該區南部。相較於今日行政區，其範圍大致為白雲里東北大半部不含東北部邊界地帶。

## 歷史
台灣清治末期至日治前期，康誥坑地區為一街庄，稱為「康誥坑庄」，隸屬於石碇堡。該庄北與水返腳街為鄰，東與茄苳腳庄、鵠鵠崙庄為鄰，南邊為松柏崎庄、鹿窟庄、什三份庄，西邊為白匏湖庄。
1901年（日治明治三十四年）11月，該庄隸屬於基隆廳，編入第十五區。1905年（明治三十八年）7月，第十四區、第十五區、第十六區、第十九區合併為「水返腳區」。1920年（大正九年），該庄改制為「康誥坑」大字，隸屬於臺北州七星郡汐止街。
戰後汐止街改制為汐止鎮，隸屬於臺北縣，大字亦改制為里。1999年6月，汐止鎮升格為汐止市。2010年12月，臺北縣升格為新北市，汐止市改制為汐止區。

## 交通
勤進路為康誥坑地區主要連絡道路，向北可前往汐止市區，向南可前往石碇區。